# Over The Top
Over The Top (pełny tytuł  'Over The Top'. 1st Artists’ Rifles at Marcoing, 30th December 1917) – obraz olejny namalowany przez brytyjskiego artystę Johna Nasha w 1918 roku, znajdujący się w zbiorach Imperial War Museum w Londynie.

## Opis
Obraz przedstawia rzeczywistą sytuację na froncie zachodnim I wojny światowej. 30 grudnia 1917 roku żołnierze brytyjscy z 1st Artists’ Rifles dokonali lokalnego ataku na pozycje niemieckie pod Marcoing niedaleko Cambrai w północnej Francji. Oddział 1st Artists’ Rifles ściągnięty z odpoczynku z powodu wcześniejszego ataku Niemców, przystąpił do niedbale przygotowanego kontrataku co spowodowało wysokie straty w oddziale. 
Obraz Nasha dobrze oddaje zakończoną klęską akcję. Żołnierze w zimowych płaszczach i hełmach Brodiego uzbrojeni w karabiny Lee-Enfield z bagnetami, niemrawo opuszczają swój okop w którym leżą ich dwaj martwi koledzy. Pozostali idą powoli przygarbieni i zrezygnowani nie oglądając się do tyłu; żołnierz w ciemniejszym płaszczu który przed momentem został trafiony, opadł na kolana. Brytyjczycy atakują na tle szarego, burzowego nieba oraz obłoków spowodowanych wybuchami i ostrzałem artyleryjskim.

## Szkice przygotowawcze poprzedzające stworzenie obrazu

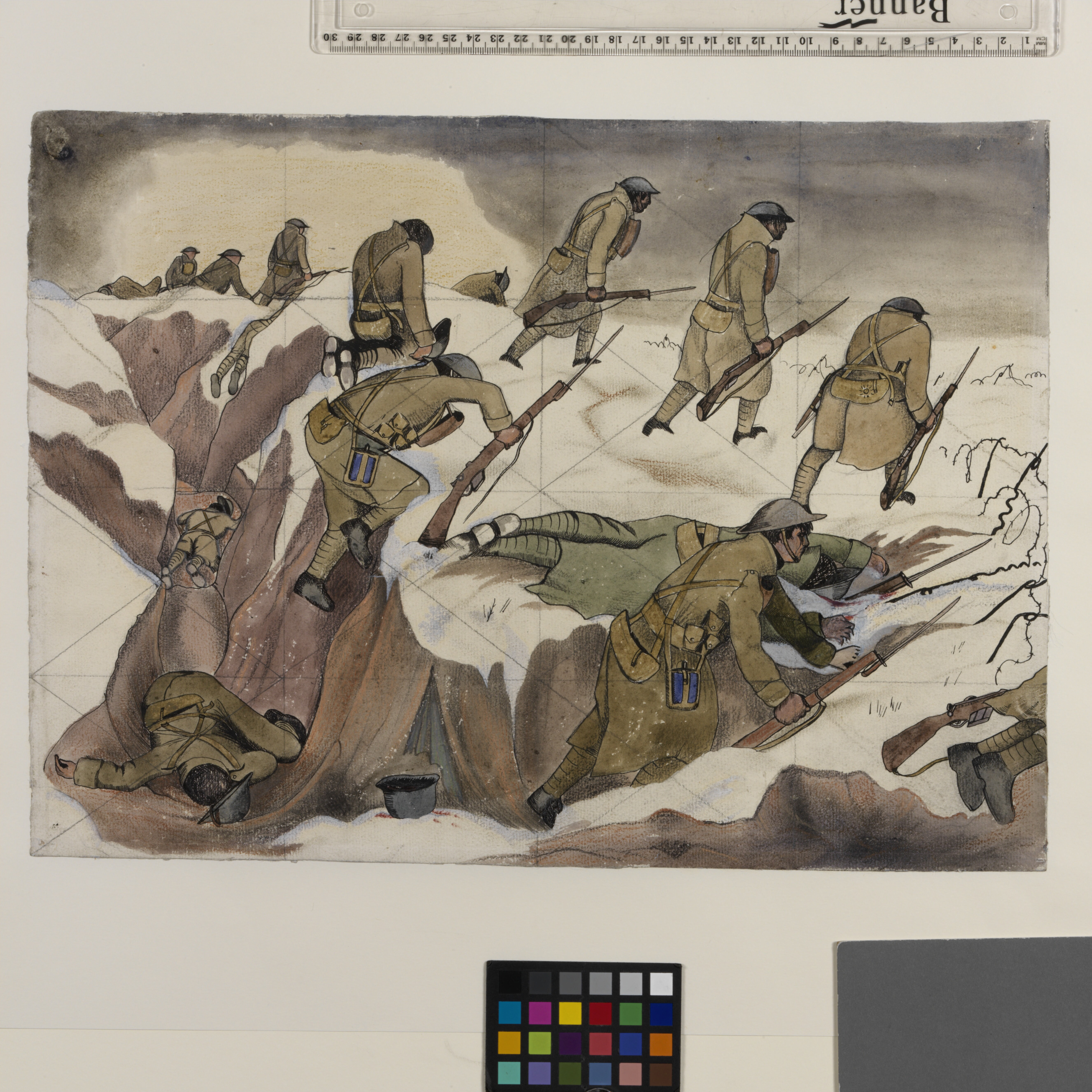
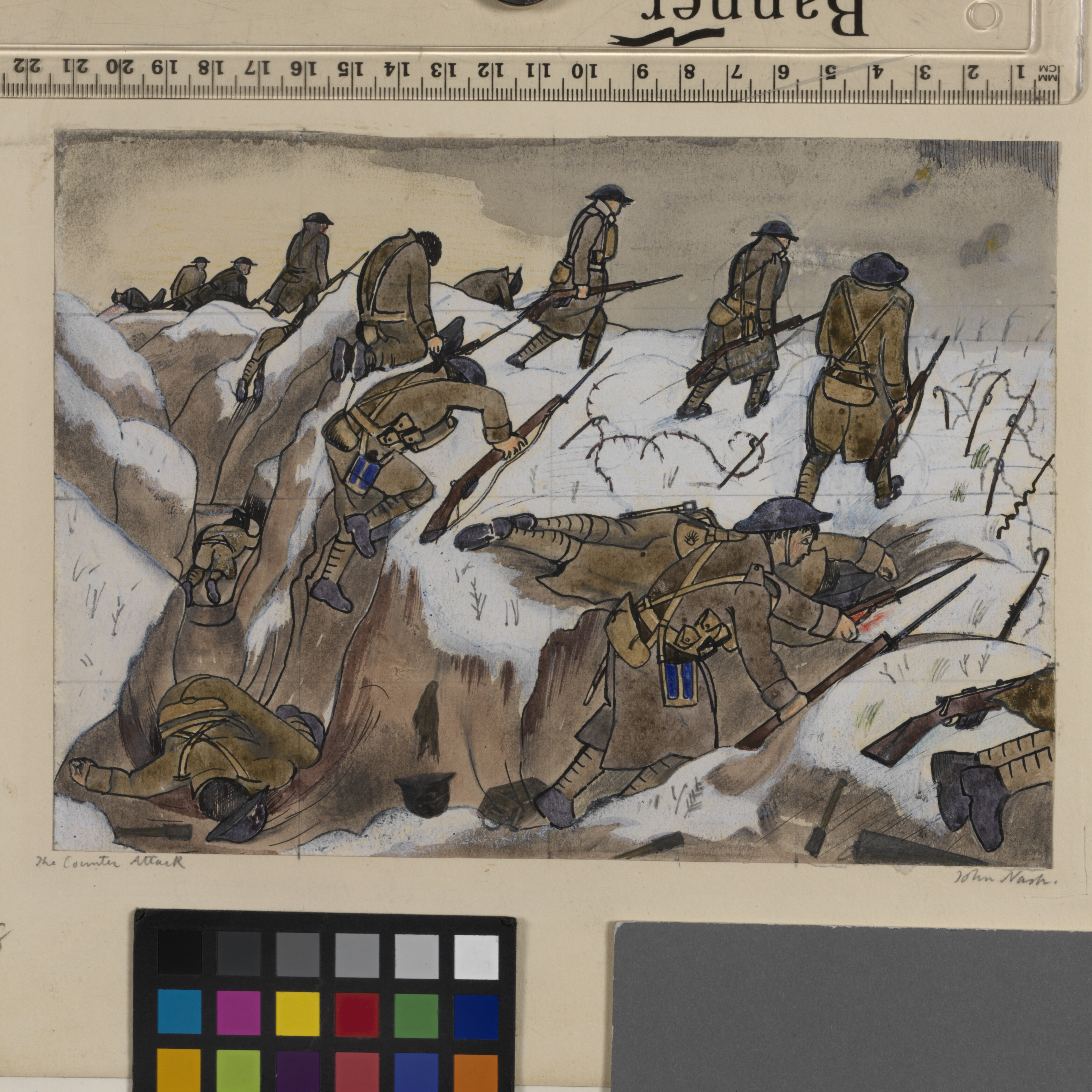